# Чорна Марта
Марта Чорна (псевдо: Медея; нар. дата народження невідома, с. Гірне — пом. 23 травня 1943, Львів) — українська підпільниця, розвідниця ОУН(р).

## Життєпис
Народилась у селі Гірне Стрийського району Львівської області в сім'ї юриста та вчительки початкової школи. Навчалась у гімназії в Стрию. Була пластункою. Згодом вступила в лави ОУН.

### ОУН-УПА
Марта Чорна працювала телеграфісткою у німецькому штабі і таємно передавала інформацію упівцям, завдяки їй було врятовано сотні вояків ОУН-УПА.
У німецькій таємній поліції вона працювала стенографісткою й перекладачкою з моменту приходу німців до Львова. Доставляла цінну інформацію, зокрема, з допитів арештованих, де вона виступала перекладачкою.

### Смерть
Марта Чорна загинула на вулиці Оссолінських (нині Стефаника) у Львові, навпроти Оссоленіуму, там, де стоїть погруддя Василя Стефаника, 23 травня 1943 року. Під час перестрілки з гестапівцями вона вистрілила в себе з пістолета, щоб уникнути полону та допитів.

## Пам'ять
- На честь Марти Чорної названо 52 курінь УПЮ імені Марти Чорної;
- У Львові на вул. Дорошенка, 50 встановлена художньо-меморіальна таблиця (автор — скульптор Роман Романович, яка сповіщає: «У цьому будинку в 1941—1943 рр. мешкала легендарна розвідниця ОУН Марта Чорна-Медея, яка трагічно загинула у перестрілці з гестапівцями 23 травня 1943 року.»[1]
- Також у Львові працює інтернет кафе з назвою «Чорна Медея».